# Compsognathus
Compsognathus (/kɒmpˈsɒɡnəθəs/; Tiếng Hy Lạp kompsos/κομψός; "thanh lịch" hay "thanh nhã", và gnathos/γνάθος; "hàm") là một chi khủng long chân thú đi đứng bằng hai chân. Loài này có kích cỡ bằng một con gà tây và đã sinh sống 150 triệu năm trước đây, giai đoạn đầu Tithonia của cuối kỷ Jura tại khu vực ngày nay là châu Âu. Các nhà cổ sinh vật học đã phát hiện ra hai hoá thạch còn được bảo quản tốt, một ở Đức vào thập niên 1850 và một ở Pháp vào thập niên 1970. Ngày nay, C. longipes là loài duy nhất được công nhận, mặc dù mẫu vật lớn hơn được phát hiện ở Pháp vào những năm 1970 đã từng được cho là thuộc về một loài riêng biệt có tên là C. corallestris.
Nhiều sách báo vẫn mô tả Compsognathus là khủng long "kích cỡ bằng con gà" do kích cỡ nhỏ của mẫu vật tìm thấy ở Đức, nay được cho là chưa trưởng thành. C. longipes là một trong số ít loài khủng long mà chế độ ăn chính xác được biết: hóa thạch thằn lằn nhỏ được bảo quản trong bụng của hai mẫu vật.
Mặc dù không được công nhận tại thời điểm phát hiện ra nó, Compsognathus là loài khủng long chân thú đầu tiên được biết đến từ một bộ xương hóa thạch hoàn chỉnh. Cho đến những năm 1990, nó được xem là loài khủng long nhỏ nhất và các thế kỷ trước đã ghi nhận không chính xác rằng chúng là họ hàng gần nhất của Archaeopteryx.
Compsognathus là chi khủng long đầu tiên được miêu tả có lông vũ bởi Thomas Henry Huxley vào năm 1876.

## Miêu tả

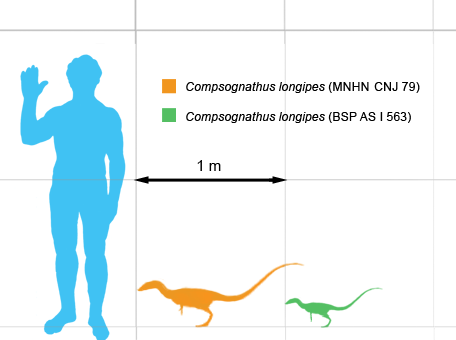
So sánh mẫu vật ở Pháp (cam) và Đức (lục) với con người

Trong nhiều thập kỷ, Compsognathus nổi tiếng vì là khủng long nhỏ nhất được biết đến; mẫu vật đầu tiên được thu thập chỉ dài khoảng 1 m (3,3 ft). Tuy nhiên, các chi khủng long được phát hiện sau đó, như Caenagnathasia, Microraptor và Parvicursor, còn nhỏ hơn. Mẫu vật Compsognathus lớn nhất được tính có khối lượng đâu đó khoảng từ 0,83 tới 3,5 kg (1,8 tới 7,7 lb). Compsognathus là loài sinh vật nhỏ, đi hai chân với chi và đuôi sau dài, giúp chúng cân bằng cơ thể khi di chuyển. Chi trước ngắn hơn có ba ngón với các vuốt để giữ chặt con mồi.